# 二道镇 (伊通县)
二道镇，是中华人民共和国吉林省四平市伊通满族自治县下辖的一个乡镇级行政单位。

## 行政区划
二道镇下辖以下地区：
宏明街社区、宏明村、黑顶村、石场村、杨木村、万德村、石门村、二道村、中心村、黄家村和后山村。